# Metoda numeryczna
Zasugerowano, aby zintegrować ten artykuł z artykułem analiza numeryczna (dyskusja). Nie opisano powodu propozycji integracji.
Metoda numeryczna – metoda rozwiązywania problemów matematycznych za pomocą działań na liczbach. Otrzymywane tą drogą wyniki są na ogół przybliżone, jednak dokładność obliczeń może być z góry określona i dobiera się ją zależnie od potrzeb. Obecnie ta dziedzina matematyki rozwija się bardzo szybko ze względu na liczne zastosowania w informatyce (np. algorytmice).
Metody numeryczne wykorzystywane są wówczas, gdy badany problem nie ma w ogóle rozwiązania analitycznego (danego wzorami) lub korzystanie z takich rozwiązań jest uciążliwe ze względu na ich złożoność.
W szczególności dotyczy to:
1. znajdowanie pierwiastków wielomianów stopnia większego niż 2 – korzystanie ze wzorów na dokładne wartości pierwiastków równań stopnia 3 i stopnia 4 jest niepraktyczne; dla równań stopnia wyższego niż 4 ogólnych wzorów czysto algebraicznych już nie ma wcale, za to te przestępne również są niepraktyczne obliczeniowo;
2. rozwiązywanie równań różniczkowych i układów takich równań
3. całkowanie
4. aproksymacja, czyli przybliżaniu nieznanych funkcji (np. pomiarów zjawisk fizycznych)
5. optymalizacja
6. rozwiązywania układów równań liniowych w przypadku większej liczby równań i niewiadomych
7. działania na macierzach, np. znajdowania wartości własnych i wektorów własnych (zob. równanie własne)

## Lista metod numerycznych
1. Numeryczne wyznaczanie pierwiastków równań:
- metoda iteracji,
- metoda Halleya,
- metoda Newtona (metoda Newtona-Raphsona / metoda stycznych),
- metoda połowienia (metoda bisekcji),
- metoda siecznych,
- odwrotna interpolacja kwadratowa,
- regula falsi.

2. Numeryczne rozwiązywanie równań różniczkowych:
- metoda Eulera,
- metoda Eulera-Maruyamy - (dotyczy równań różniczkowych stochastycznych; tam: przykładowy kod w języku Python),
- metoda Rungego-Kutty.

3. Numeryczne całkowanie:
- całkowanie numeryczne,
- kwadratury Gaussa,
- metody Newtona-Cotesa.

4. Aproksymacja:
- aproksymacja,
- metoda najmniejszych kwadratów.

5. Metody optymalizacji:
- metoda Newtona (optymalizacja)
- programowanie liniowe
- przeszukiwanie tabu
- wyszukiwanie binarne

6. Inne
- algorytmy deterministyczne,
- algorytmy probabilistyczne,
- generatory liczb pseudolosowych.